# Сухіашвілі Костянтин Давидович
Костянтин Давидович Сухіашвілі (21 травня 1902, село Сацабеле біля міста Зестафоні, тепер Грузія — † 3 травня 1955, місто Москва) — радянський військовий діяч, депутат Верховної Ради УРСР 3-го скликання. Член ЦК КПУ в 1952 — 1954 роках.

## Біографія
Народився у родині вчителя. Грузин. Закінчив початкову школу, Кутаїську гімназію.
З 1921 року служив у Військово-морському флоті СРСР. З 1921 до 1923 року навчався на підготовчому курсі Батумського ВМУ, а з 1923 до 1925 вчився у Батумському військово-морському училищі. У 1925 році — артилерист канонірського човна «Ленин», з 1925 до 1927 року — артилерист, вахтенний начальник канонірського човна «Красный Азербайджан» Морських сил Каспійського моря. У жовтні 1927 — листопаді 1928 р. — слухач артилерійського класу Спеціальних курсів командного складу ВМС РСЧА.
1927 року став членом ВКП(б).
У листопаді 1928 — квітні 1930 рр. — артилерист ескадренного міноносця «Яков Свердлов», у квітні — листопаді 1930 р. — артилерист ескадренного міноносця «Ленин» Морських сил Балтійського моря. У листопаді 1930 — листопаді 1933 рр. — старший артилерист крейсера «Красный Кавказ», у листопаді 1933 — грудні 1935 рр. — старший помічник командира крейсера «Красный Кавказ». У грудні 1935 — березні 1938 рр. — командир ескадренного міноносця «Фрунзе», у березні — серпні 1938 р. — командир ескадренного міноносця «Петровский».
У серпні 1938 — жовтні 1939 рр. — начальник артилерійського відділу Вищих Спеціальних курсів командного складу ВМФ РСЧА. У жовтні 1939 — квітні 1940 рр. — старший інспектор Інспекції Управління військово-морських навчальних закладів ВМФ. У квітні 1940 — жовтні 1941 рр. — начальник Каспійського вищого військово-морського училища в місті Баку.
Учасник Другої світової війни. У листопаді 1941 — березні 1942 рр. — командир 75-ї окремої морської стрілецької бригади, у березні — травні 1942 р. — командир 3-ї гвардійської стрілецької бригади. У травні — червні 1942 р. — в.о. командира 27-ї гвардійської стрілецької дивізії.
У червні — серпні 1942 р. — начальник Каспійського вищого військово-морського училища. У серпні 1942 — квітні 1944 рр. — начальник Вищого військово-морського училища імені Фрунзе у місті Баку. У квітні 1944 — квітні 1945 рр. — начальник Каспійського вищого військово-морського училища. У квітні — червні 1945 р. — у розпорядженні Управління кадрів ВМФ СРСР.
У червні 1945 — квітні 1950 рр. — командир Військово-морської бази Поркалла-Удд 8-го ВМФ СРСР (Фінляндія). У квітні — травні 1950 р. — у розпорядженні Управління кадрів ВМС СРСР.
У травні 1950 — листопаді 1952 рр. — командир Одеської Військово-морської бази Чорноморського флоту СРСР. З січня 1953 року навчався на морському відділенні військово-морського факультету Вищої військової академії імені Ворошилова, перебував на лікуванні в Головному військово-морському госпіталі в Москві. 

## Звання
- контр-адмірал (27.01.1951)

## Нагороди
- орден Леніна (1945)
- три ордена Червоного Прапора (1942, 1944, 1950)
- орден Вітчизняної війни 1-го ступеня (1944)
- медалі